# Caixa de Crèdit de Meguro
La Caixa de Crèdit de Meguro (目黒信用金庫, Meguro Shinyō Kinko), també coneguda en anglés com a Meguro Shinkin Bank, és una caixa de crèdit o Shinyō Kinko (信用金庫), un tipus de cooperativa de crèdit pròpi del Japó. El seu codi bancari és 1346.
Amb seu principal al districte especial de Meguro, a Tòquio, l'entitat té a data de l'any 2019 un total de 180 treballadors i onze sucursals.
Fou creada a Meguro, prefectura de Tòquio l'agost de l'any 1923 com a cooperativa de crèdit de responsabilitat limitada. Al juny de l'any 1953, la cooperativa va canviar per l'actual sistema de caixa de crèdit, creat al Japó l'any 1951. L'any 2001, la caixa de Meguro va rebre una sucursal al barri d'Ebara, a Shinagawa, per part de la Caixa de Crèdit Wakaba. Actualment, l'entitat centra la seua activitat al districte especial de Meguro, tenint també algunes sucursals al sud-oest dels districtes especials de Tòquio, però cap fora de la metròpoli.

## Sucursals
L'entitat compta amb sucursals només dins de Tòquio:
- Meguro (Tòquio): 8 oficines
- Shinagawa (Tòquio): 4 oficines
- Ōta (Tòquio): 1 oficina
- Setagaya (Tòquio): 1 oficina